# Édesillatú fakógomba
Az édesillatú fakógomba, régi nevén édesszagú fakógomba (Hebeloma sacchariolens) a Hymenogastraceae családba tartozó, Európában és Észak-Amerikában honos, lombos- és tűlevelű erdőkben élő, mérgező gombafaj.

## Megjelenése
A kalapja 2-5 (6) cm széles, fiatalon majdnem félgömb alakú, később domborúan vagy harangszerűen kiterül, közepén kis lapos púppal. Színe fehéres-okkeres, barna, okkerbarna vagy szürkésbarna, néha vörösbarnás foltokkal; a széle világosabb. Felszíne sima, nedvesen tapadós. 
Húsa vékony, puha; színe fehéres vagy bézsszínű. Szaga édeskés, kellemes (narancsvirágra vagy égett cukorra, idősen olcsó parfümre emlékeztet); íze keserű vagy nem jellegzetes, néha kissé retekszerű. 
Közepesen sűrű lemezei tönkhöz nőttek. Színük fiatalon fehéres, majd bézsbarna, húsbarna, idősen rozsdabarna. 
Tönkje 3-6 (7) cm magas és 0,4-1 cm vastag. Alakja egyenletesen hengeres, a töve kissé megvastagodott. Színe fehéres vagy halvány okkerbarnás, töve barnás. Felszíne a csúcsán fehéren deres, lejjebb pikkelyes-szálas.
Spórapora barna. Spórája mandula formájú, felszíne erősen szemcsés, mérete 15-18 x 5,5-7,5 µm.

### Hasonló fajok
A retekszagú fakógomba, a kakaószínű fakógomba vagy a zsemleszínű fakógomba hasonlít hozzá. 

## Elterjedése és élőhelye
Európában és Észak-Amerikában honos. Magyarországon ritka. 
Lombos és fenyőerdőkben található meg erdőszéleken, ösvények mentén, néha parkokban. Ősszel terem.
Nem ehető, feltehetően enyhén mérgező.

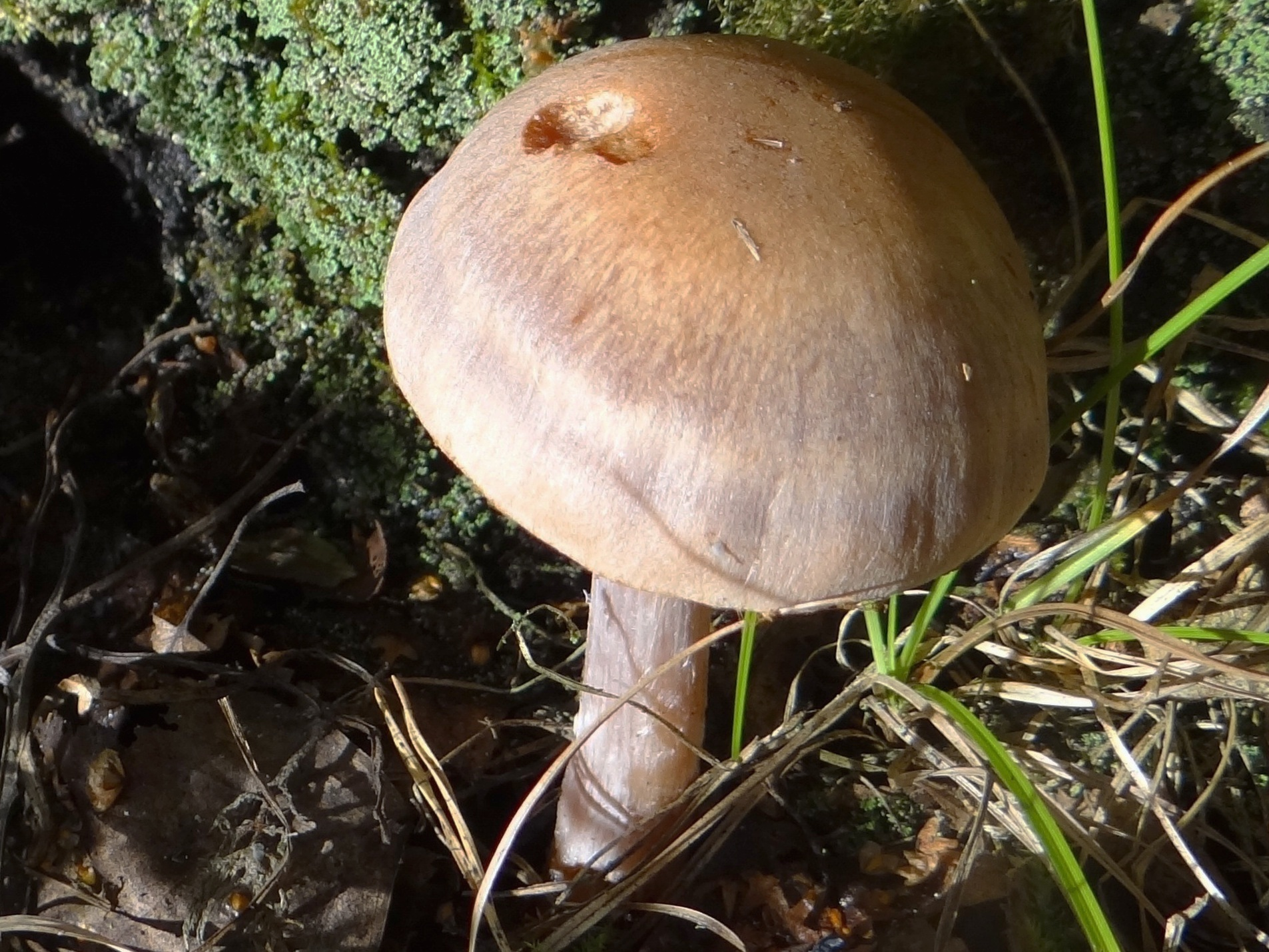
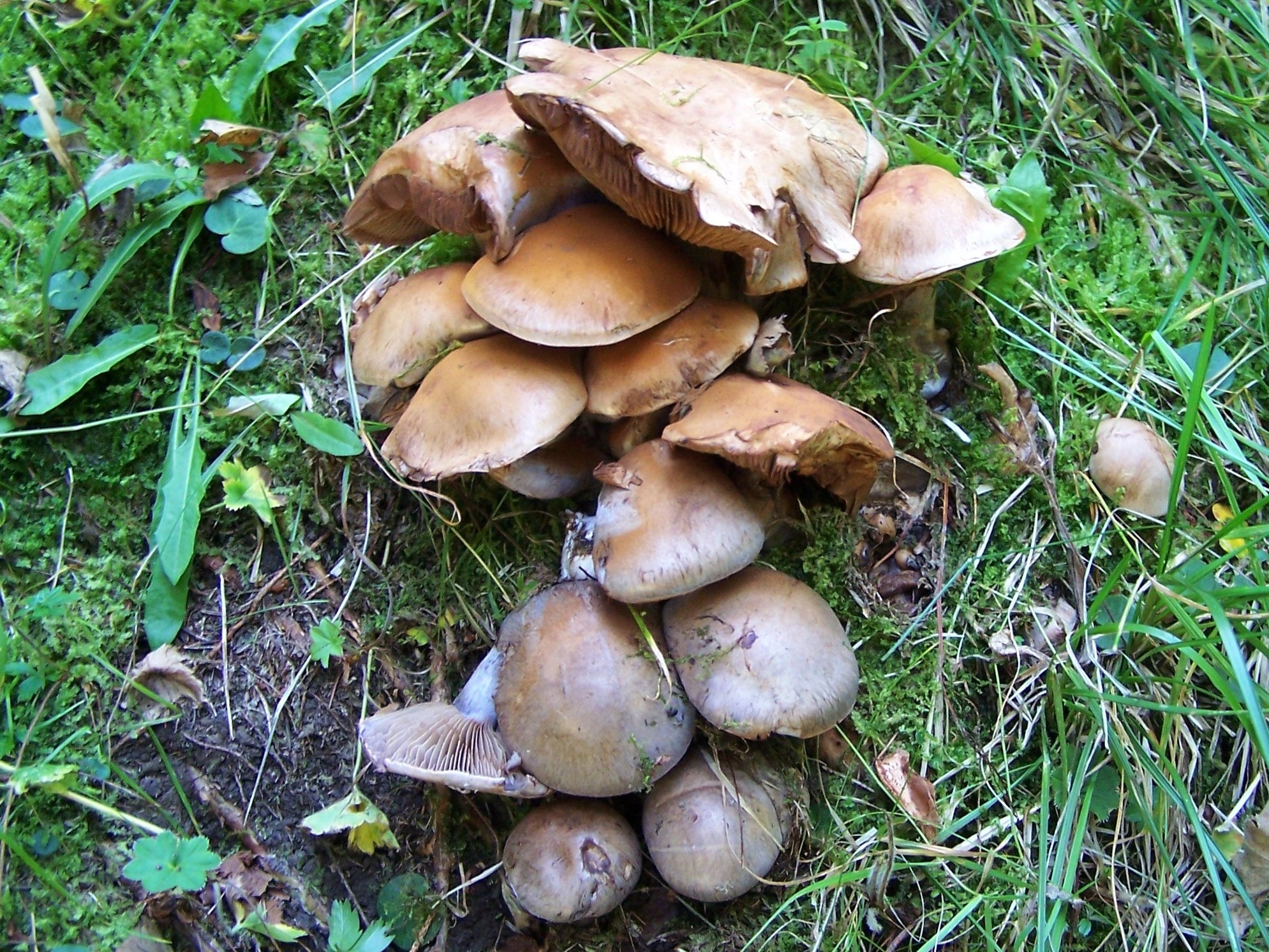
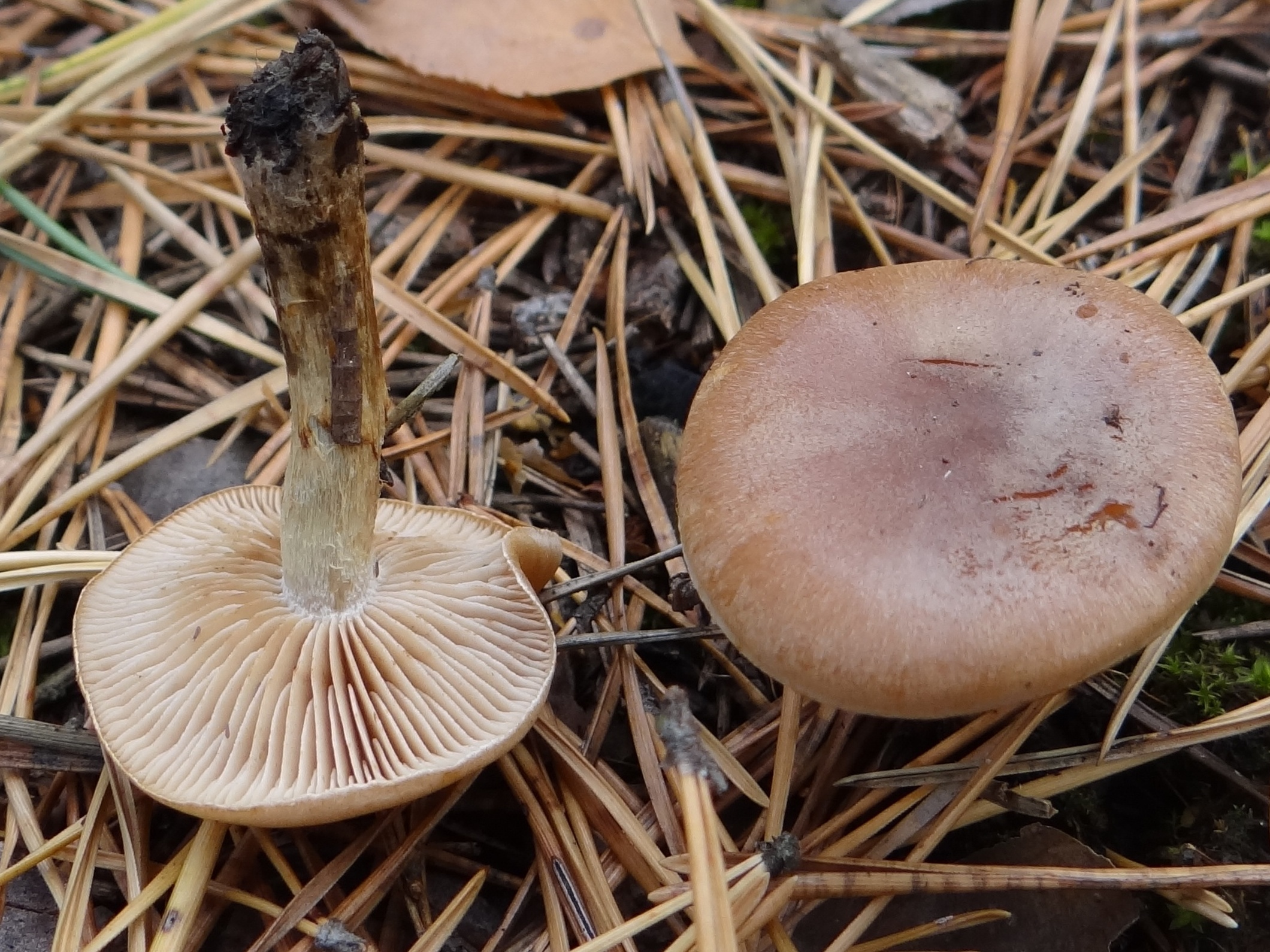
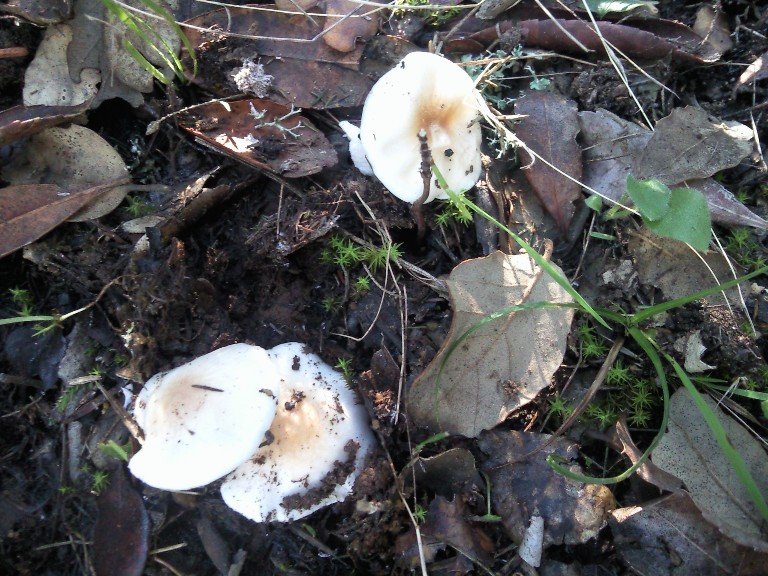
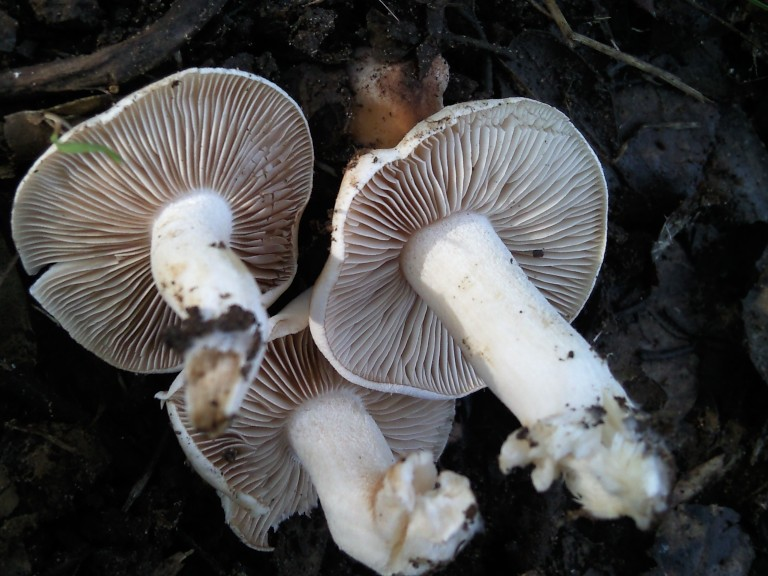